# Răducești, Buzău
Răducești este un sat în comuna Topliceni din județul Buzău, Muntenia, România. Se află în nordul județului, lângă Râmnicu Sărat.